# Chionaspis keravatana
Chionaspis keravatana är en insektsart som beskrevs av Williams och Watson 1988. Chionaspis keravatana ingår i släktet Chionaspis och familjen pansarsköldlöss.
Artens utbredningsområde är Papua Nya Guinea. Inga underarter finns listade i Catalogue of Life.